# Reign of the Malicious
Reign of the Malicious – pierwszy album studyjny amerykańskiej grupy muzycznej Nachtmystium. Wydawnictwo ukazało się 9 listopada 2002 roku nakładem wytwórni muzycznych Regimental Records i Sombre Records.
3 lipca 2004 roku nakładem Desire of Goat Productions ukazała się reedycja debiutu wraz z utworami pochodzącymi z pierwszego minialbumu formacji pt. Nachtmystium. 

## Lista utworów
Opracowano na podstawie materiału źródłowego.
1. "Intro" - 2:14
2. "Reign of the Malicious" - 4:13
3. "Hateful Descent" - 7:17
4. "Call of the Ancient" - 4:48
5. "Ritual Sacrifice" - 6:07
6. "May Darkness Consume the Earth" - 4:02
7. "Lost Wisdom" (cover Burzum) - 4:08
8. "Under the Horns of Darkness" (Live) - 5:29

| Reign of the Malicious + Nachtmystium |
| --- |
| 1. "Intro" - 02:15 2. "Reign of the Malicious" - 04:32 3. "Hateful Descent" - 07:07 4. "Call of the Ancient" - 04:50 5. "Ritual Sacrifice" - 06:08 6. "May Darkness Consume the Earth" - 04:03 7. "Lost Wisdom" (cover Burzum) - 04:09 8. "Under the Horns of Darkness" (live) - 05:33 9. "The Glorious Moment" - 05:22 10. "Cold Tormentor (I've Become)" - 02:53 11. "Come Forth, Devastation" - 03:30 12. "Embrace Red Horizon" - 02:31 13. "Call of the Ancient" - 04:24 14. "Gaze Upon Heaven in Flames (cover Judas Iscariot) - 05:48 |

## Twórcy
Opracowano na podstawie materiału źródłowego.
- Azentrius - gitara rytmiczna, gitara prowadząca, gitara basowa, wokal prowadzący, muzyka, słowa
- Noctis - sesyjnie perkusja
- Zmij - wokal prowadzący (utwór 8)
- M.M.K. - gitara basowa (utwór 8)
- Grave - perkusja (utwór 8)

## Wydania
| Rok  | Nr katalogowy | Format               | Wytwórnia           | Region            | Źródło |
| ---- | ------------- | -------------------- | ------------------- | ----------------- | ------ |
| 2002 | REG005        | CD, Album, Ltd       | Regimental Records  | Stany Zjednoczone | [ 4 ]  |
| 2002 | brak          | LP, Album            | Sombre Records      | Niemcy            | [ 4 ]  |
| 2003 | ASA011        | Cass, Album, Ltd, RE | Asgard Musik        | Australia         | [ 4 ]  |
| 2009 | CDL461CD      | CD, Album, RE        | Candlelight Records | Stany Zjednoczone | [ 4 ]  |